# Giovanni Bognetti (storico)
Giovanni Bognetti (Milano, 8 dicembre 1868 – Milano, 9 gennaio 1935) è stato uno storico e giornalista italiano.

## Biografia
Nato a Milano nel 1868 da Giuseppe Bognetti e Liduina Arganini, si laureò in lettere all'Accademia scientifico-letteraria nel 1891 e insegnò storia al liceo Alessandro Manzoni. In seguito, passò all'istituto "Bognetti-Boselli", di cui divenne direttore rimanendovi fino al 1926.
Si dedicò agli studi storici, pubblicando varie monografie con l'Archivio storico lombardo, e fu socio corrispondente del Regio istituto lombardo di scienze e lettere e della Regia deputazione di storia patria per le province lombarde. Dal 1904 al 1913 fu presidente del Circolo filologico milanese e nel 1914 divenne consigliere della Società storica lombarda. Tra gli altri incarichi che ricoprì, fu vice-presidente dell'Ente nazionale per le industrie turistiche, consigliere dell'Automobile Club d'Italia e membro del Consiglio delle ricerche.
Nel 1918 entrò nel consiglio del Touring Club Italiano e dal 1919 diresse la rivista Le vie d'Italia. Nel 1926 divenne presidente del club e tra le sue maggiori iniziative si ricordano il completamento dell'Atlante internazionale (1927), dopo la morte di Luigi Vittorio Bertarelli che ne era stato l'ideatore, la pubblicazione della Guida d'Italia (1929), la collezione di illustrazioni Attraverso l'Italia, la Guida dei campi di battaglia in sette volumi e la Carta delle zone turistiche d'Italia.
Morì a Milano il 9 gennaio 1935.